# バスケットボールマレーシア代表
バスケットボールマレーシア代表(Malaysia national basketball team)は、マレーシアバスケットボール連盟によって国際大会に派遣されるバスケットボールのナショナルチームである。

## 歴史
1957年にイギリスからマラヤ連邦が独立。1960年の第1回アジア選手権にマラヤ連邦代表として出場。1963年に国名をマレーシアに変更。自国開催の1977年と1985年のアジア選手権で最高順位の4位となる。1986年世界選手権は1985年アジア選手権優勝のフィリピンが出場辞退したため繰り上がりで初出場し、24位（最下位）となった。

## 主な国際大会成績

### 夏季オリンピック
- 出場なし

### 世界選手権
- 1986年：24位

### アジア選手権
- 1960年 － 7位
- 1963年 － 5位
- 1965年 － 6位
- 1967年 － 8位
- 1969年 － 7位
- 1971年 － 5位
- 1973年 － 9位
- 1975年 － 8位
- 1977年 － 4位
- 1979年 － 7位

- 1981年 － 6位
- 1983年 － 11位
- 1985年 － 4位
- 1987年 － 7位
- 1989年 － 9位
- 1991年 － 17位
- 1993年 － 14位
- 1995年 － 14位
- 1997年 － 不出場
- 1999年 － 15位

- 2001年 － 不出場
- 2003年 － 16位
- 2005年 － 16位
- 2007年 － 不出場
- 2009年 － 不出場
- 2011年 － 11位
- 2013年 － 13位

### アジア競技大会
- 1951年 － 不出場
- 1954年 － 不出場
- 1958年 － 10位
- 1962年 － 9位
- 1966年 － 8位
- 1970年 － 9位
- 1974年 － 不出場
- 1978年 － 7位
- 1982年 － 7位
- 1986年 － 5位

- 1990年 － 不出場
- 1994年 － 不出場
- 1998年 － 不出場
- 2002年 － 不出場
- 2006年 － 不出場
- 2010年 － 不出場
- 2014年 － 不出場